# ロベルト・ヴィルヘルム・エクマン
ロベルト・ヴィルヘルム・エクマン（Robert Wilhelm Ekman、1808年8月13日 - 1873年2月19日）は、フィンランドの画家である。フィンランドの歴史や民族叙事詩、「カレワラ」を題材にした作品を描いた。

## 略歴
フィンランド西部の港町ウーシカウプンキの名家に生まれた。父親は医師で、市長も務めた人物であったがロベルトが10歳の時に亡くなった。兄に司祭で著作もおこなったフレドリック・ヨアヒム・エクマン（Fredrik Joachim Ekman: 1798-1872）がいる。
地元の画家グスタフ・フィンベリ（Gustaf Wilhelm Finnberg）に学んだ後、1824年に兄とスウェーデンのストックホルムに移り、スウェーデン王立美術アカデミーに入学した。在学中からアカデミック美術のスタイルよりもロマン主義のスタイルで北欧の人々の生活を描いた。
1836年にアカデミーを卒業した後、スウェーデンの市民権を得る条件で、アカデミーから国外留学の奨学金を得て、1837年から1844年の間、オランダ、フランス、イタリアに留学した。パリではポール・ドラローシュに学び、この留学ではオランダ美術からも影響を受けた。
スウェーデンに帰国すると、1844年にアカデミーの会員に選ばれた。1845年からにフィンランドのトゥルクに戻り、トゥルク大聖堂の壁画の制作を始め、その仕事を1854年まで続けた。 1850年から、ヘルシンキの美術協会の絵画学校（1848年創立）で教えた。1848年から亡くなるまでトゥルクの絵画学校でも教えた。
肖像画や風景画を描き、1850年代から1860年代は、カレリアとフィンランドの民族叙事詩、「カレワラ」を題材に、多くの下絵を描き、何点かの油絵を描いた。フィンランドの美術の改革者とされている。
1873年にトゥルクで亡くなった。

## 作品

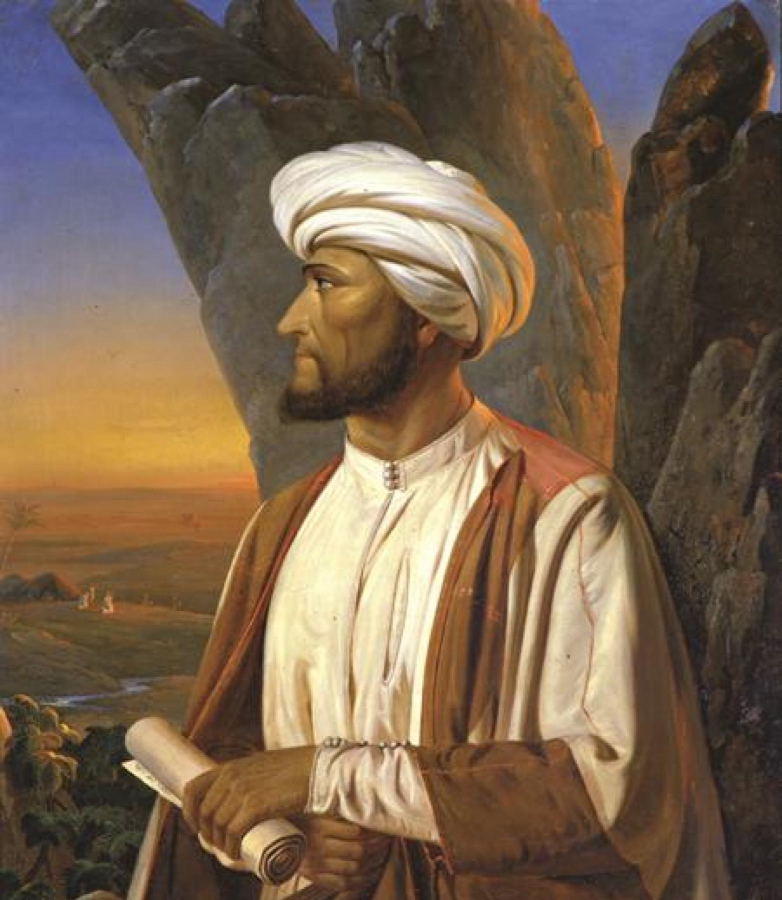
探検家ユリョ・アウクスティ・ワリンの肖像画 (1853)
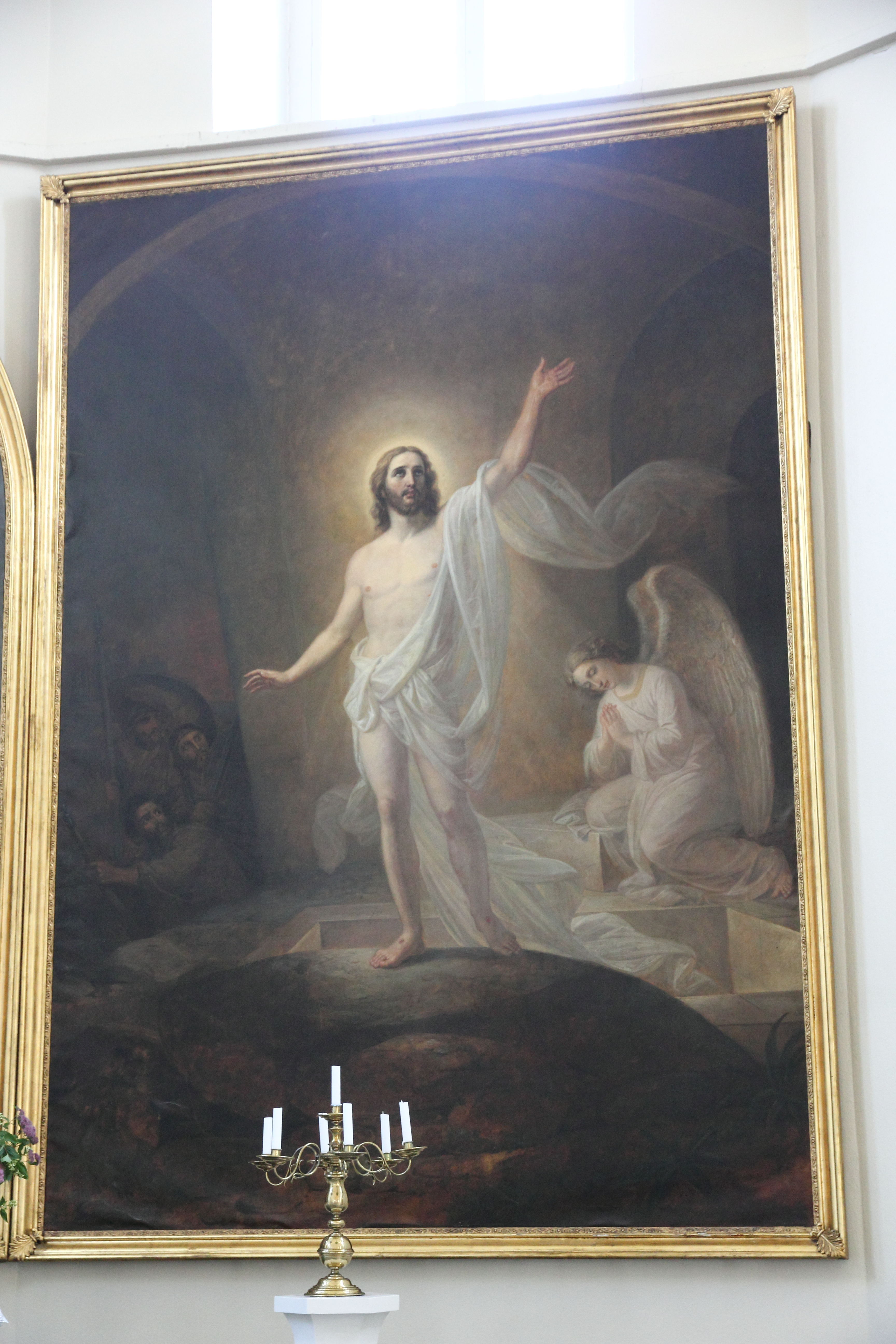
テュルヴァーの教会の宗教画 (1866)
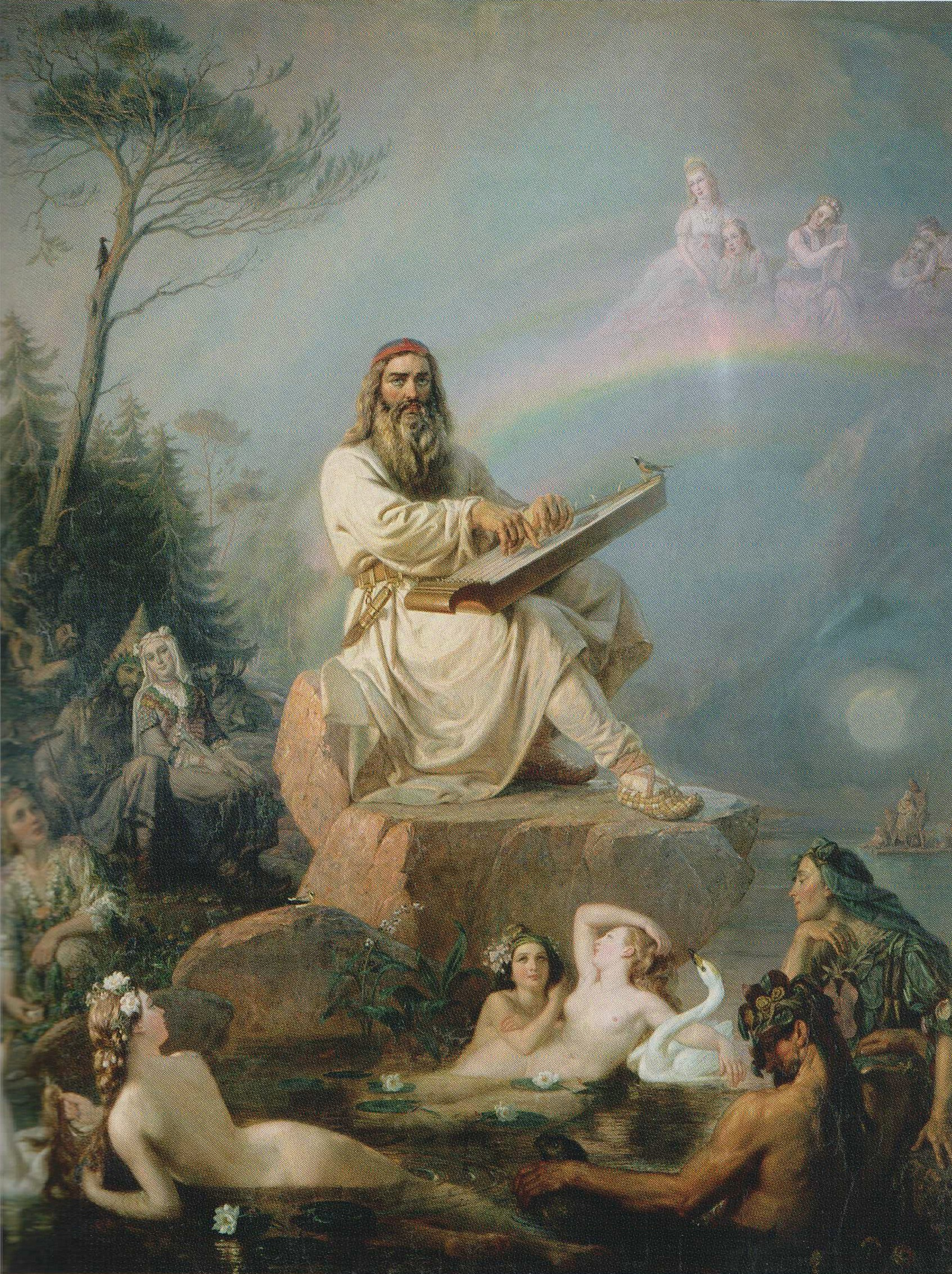
ワイナミョイネン、『カレワラ』の人物
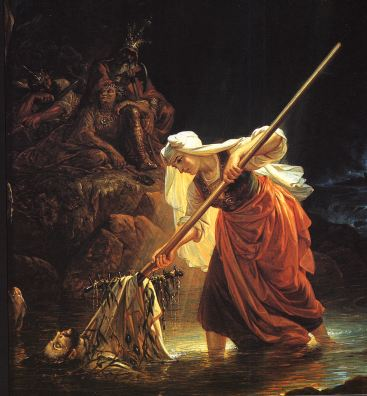
トゥオネラ - 地底にある死者の世界の川

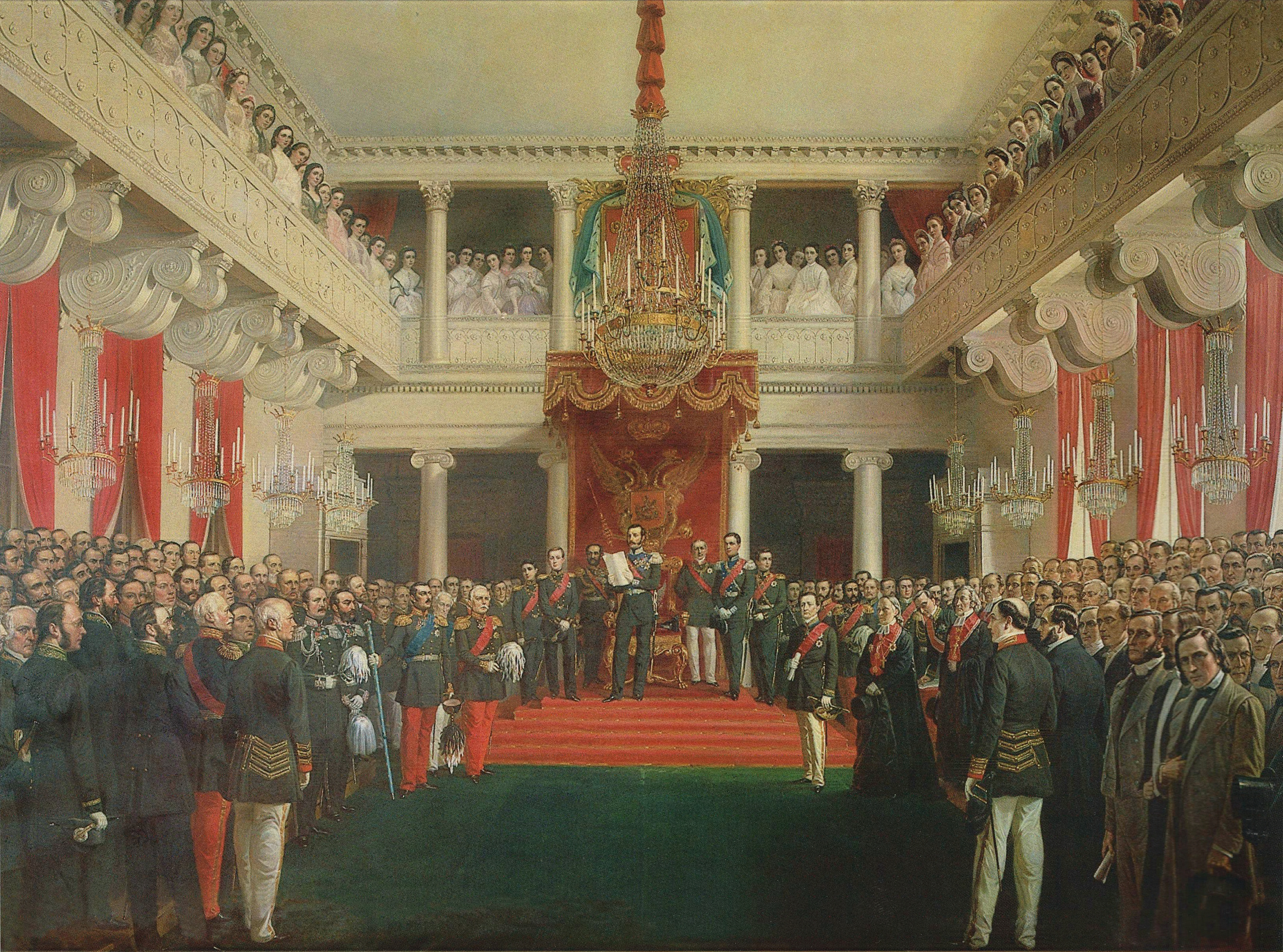
アレクサンドル2世による1863年のフィンランド国会の設立 (1865) フィンランド貴族院
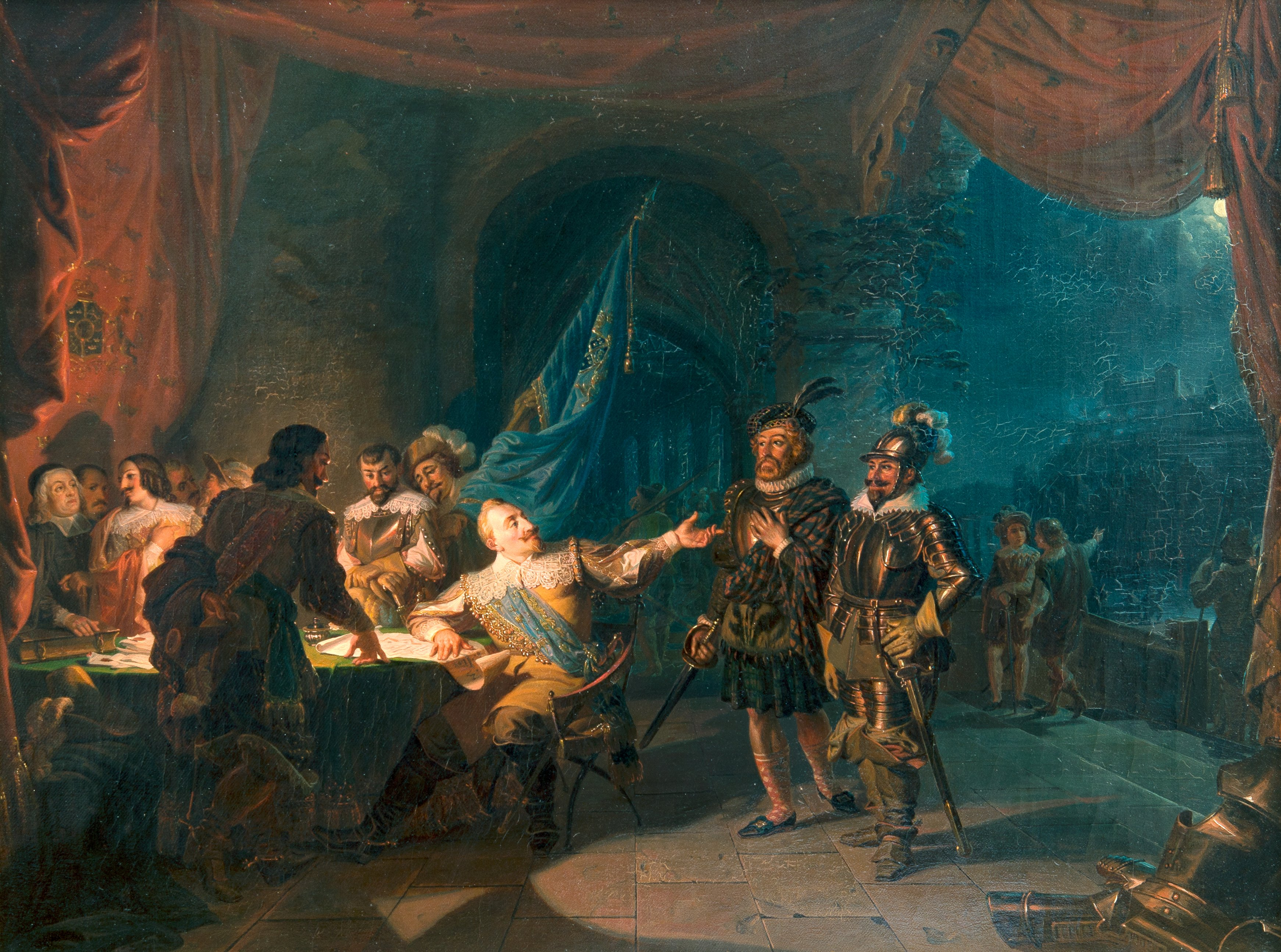
グスタフ2世アドルフ (スウェーデン王)
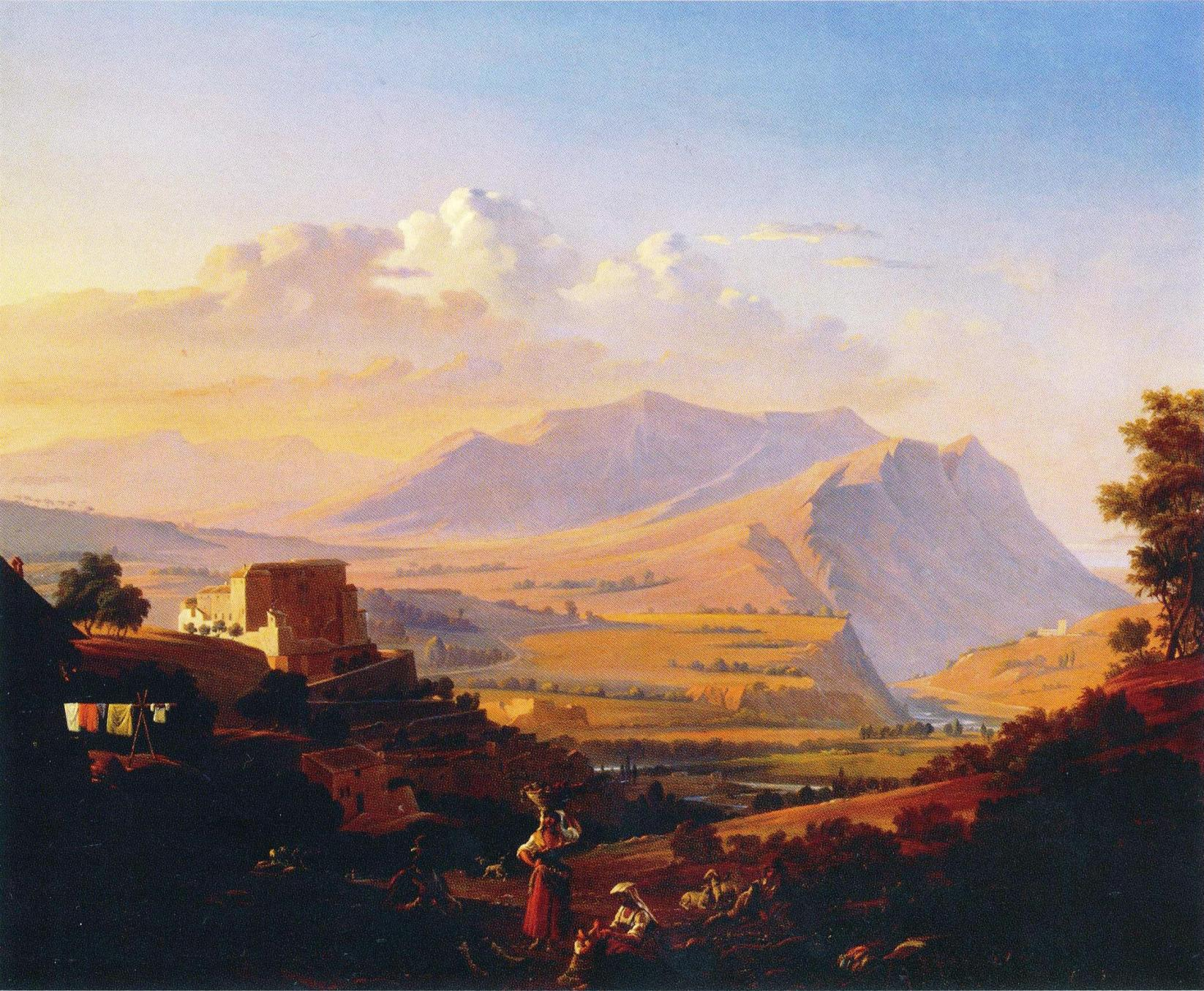
風景画